# クランバレー統合輸送網
クランバレー統合輸送網 (TRANSIT)（マレー語: Sistem Transit Bersepadu Lembah Klang）は、クランバレーとクアラルンプール首都圏でサービスを提供する統合輸送網である。このシステムはコミューター列車が2路線、ラピッドKLの列車が6路線、バス高速輸送システム1路線、クアラルンプール国際空港（KLIA）ターミナル1およびターミナル2への列車2路線とスルタン・アブドゥル・アジズ・シャー空港への列車1路線の計12路線（運行中）から構成されている 。

## 沿革

クランバレー統合輸送網路の変遷

当初は、競合する企業がさまざまな交通システムを運営し、鉄道とバスのシステムが異なる時期に別々に開発されていた。そのため、これらの鉄道路線の多くは他の路線とうまく統合されておらず、乗客にとって路線間の移動が不便になっていた。クアラルンプールの歩道網の整備が進んでいないこともあり、ある鉄道システムから別の鉄道システムに乗り換えるために、多くの場合、長く歩いたり、階段を登ったり、エスカレーターを使用したりする必要があった。
Touch'n Goカードと呼ばれるすべての鉄道システムのための統合された切符を使用すると、乗客はクランバレー地区のすべての駅と路線をスムーズに移動できる。

## クランバレー統合輸送網の路線状況
| 路線               | 種類             | 終着駅                      | 所有者                   | 運営者                   | 状況                     |
| ------------------ | ---------------- | --------------------------- | ------------------------ | ------------------------ | ------------------------ |
| 1 スルンバン       | コミューター列車 | バトゥ・ケイブス            | マレー鉄道 (KTM)         | マレー鉄道 (KTM)         | 運行中                   |
| 1 スルンバン       | コミューター列車 | プラウスバン/タンピン       | マレー鉄道 (KTM)         | マレー鉄道 (KTM)         | 運行中                   |
| 2 ポート・クラン   | コミューター列車 | タンジュン・マリム          | マレー鉄道 (KTM)         | マレー鉄道 (KTM)         | 運行中                   |
| 2 ポート・クラン   | コミューター列車 | ポート・クラン              | マレー鉄道 (KTM)         | マレー鉄道 (KTM)         | 運行中                   |
| 3 アンパン         | LRT              | 東セントゥル                | プラサラナ・マレーシア   | ラピッドレイル           | 運行中                   |
| 3 アンパン         | LRT              | アンパン                    | プラサラナ・マレーシア   | ラピッドレイル           | 運行中                   |
| 4 スリプタリン     | LRT              | 東セントゥル                | プラサラナ・マレーシア   | ラピッドレイル           | 運行中                   |
| 4 スリプタリン     | LRT              | プトラハイツ                | プラサラナ・マレーシア   | ラピッドレイル           | 運行中                   |
| 5 クラナジャヤ     | LRT              | ゴンバック                  | プラサラナ・マレーシア   | ラピッドレイル           | 運行中                   |
| 5 クラナジャヤ     | LRT              | プトラハイツ                | プラサラナ・マレーシア   | ラピッドレイル           | 運行中                   |
| 6 KLIAエクスプレス | 空港エクスプレス | KLセントラル                | エクスプレスレイルリンク | エクスプレスレイルリンク | 運行中                   |
| 6 KLIAエクスプレス | 空港エクスプレス | KLIA2                       | エクスプレスレイルリンク | エクスプレスレイルリンク | 運行中                   |
| 7 KLIAトランジット | 空港急行列車     | KLセントラル                | エクスプレスレイルリンク | エクスプレスレイルリンク | 運行中                   |
| 7 KLIAトランジット | 空港急行列車     | KLIA2                       | エクスプレスレイルリンク | エクスプレスレイルリンク | 運行中                   |
| 8 KLモノレール     | モノレール       | KLセントラル                | プラサラナ・マレーシア   | ラピッドレイル           | 運行中                   |
| 8 KLモノレール     | モノレール       | ティティワンサ              | プラサラナ・マレーシア   | ラピッドレイル           | 運行中                   |
| 9 カジャン         | MRT              | クワサ・ダマンサラ          | マスラピッドトランジット | ラピッドレイル           | 運行中                   |
| 9 カジャン         | MRT              | カジャン                    | マスラピッドトランジット | ラピッドレイル           | 運行中                   |
| 10 スカイパーク    | 空港各駅停車列車 | KLセントラル                | マレー鉄道 (KTM)         | マレー鉄道 (KTM)         | 運行停止                 |
| 10 スカイパーク    | 空港各駅停車列車 | スカイパーク・ターミナル    | マレー鉄道 (KTM)         | マレー鉄道 (KTM)         | 運行停止                 |
| 11 シャーアラム    | LRT              | バンダル・ウタマ            | プラサラナ・マレーシア   | ラピッドレイル           | 建設中（2025年開業予定） |
| 11 シャーアラム    | LRT              | ジョハン・スティア          | プラサラナ・マレーシア   | ラピッドレイル           | 建設中（2025年開業予定） |
| 12 プトラジャヤ    | MRT              | クワサ・ダマンサラ          | マスラピッドトランジット | ラピッドレイル           | 運行中                   |
| 12 プトラジャヤ    | MRT              | プトラジャヤ・セントラル    | マスラピッドトランジット | ラピッドレイル           | 運行中                   |
| 環状MRT            | MRT              | （環状線のため終着駅なし）  | マスラピッドトランジット | ラピッドレイル           | 調査中                   |
| サンウェイBRT      | バス             | サンウェイ-スティア・ジャヤ | プラサラナ・マレーシア   | ラピッドバス             | 運行中                   |
| サンウェイBRT      | バス             | USJ 7                       | プラサラナ・マレーシア   | ラピッドバス             | 運行中                   |